# Aachener Turn- und Sportverein Alemannia 1900
L'Aachener Turn- und Sportverein Alemannia 1900 e. V., o més simplement Alemannia Aachen,  és un club esportiu alemany de la ciutat d'Aquisgrà, a Rin del Nord-Westfàlia.

## Història
El club va ser fundat el 16 de desembre de 1900 per un grup d'estudiants. Com ja existia un equip amb el nom 1. FC Aachen, el nou club s'anomenà FC Alemannia, antic nom llatí d'Alemanya. La I Guerra Mundial devastà el club. El 1919 es fusionà amb l'Aachener Turnverein 1847 esdevenint TSV Alemannia Aachen 1900. Els nous companys estaven interessats principalment en la gimnàstica i la unió es desfeu el 1924, tot i que es mantingué el nom del club.

## Palmarès
- Finalista de la Lliga alemanya de futbol: 1969
- Finalista de la Copa alemanya de futbol: 1953, 1965, 2004

## Futbolistes

### Plantilla 2024-25
A 3 febrer 2025 
| N. | Pos. | Nac. | Jugador                |
| -- | ---- | --- | ---------------------- |
| 1  | POR  | [[Fitxer:Flag of Germany.svg\|23x15px\|border \|alt=Alemanya\|link=Selecció de futbol d'Alemanya\|{{#if:\|]] | Marcel Johnen          |
| 4  | DEF  | [[Fitxer:Flag of Germany.svg\|23x15px\|border \|alt=Alemanya\|link=Selecció de futbol d'Alemanya\|{{#if:\|]] | Felix Meyer            |
| 5  | DEF  | [[Fitxer:Flag of Germany.svg\|23x15px\|border \|alt=Alemanya\|link=Selecció de futbol d'Alemanya\|{{#if:\|]] | Saša Strujić           |
| 7  | DAV  | [[Fitxer:Flag of Germany.svg\|23x15px\|border \|alt=Alemanya\|link=Selecció de futbol d'Alemanya\|{{#if:\|]] | Sascha Marquet         |
| 8  | DAV  | [[Fitxer:Flag of Germany.svg\|23x15px\|border \|alt=Alemanya\|link=Selecció de futbol d'Alemanya\|{{#if:\|]] | Lukas Scepanik         |
| 9  | MIG  | [[Fitxer:Flag of Germany.svg\|23x15px\|border \|alt=Alemanya\|link=Selecció de futbol d'Alemanya\|{{#if:\|]] | Bentley Baxter Bahn    |
| 10 | MIG  | [[Fitxer:Flag of Germany.svg\|23x15px\|border \|alt=Alemanya\|link=Selecció de futbol d'Alemanya\|{{#if:\|]] | Anas Bakhat            |
| 11 | DAV  | [[Fitxer:Flag of Germany.svg\|23x15px\|border \|alt=Alemanya\|link=Selecció de futbol d'Alemanya\|{{#if:\|]] | Kevin Goden            |
| 13 | DEF  | [[Fitxer:Flag of Germany.svg\|23x15px\|border \|alt=Alemanya\|link=Selecció de futbol d'Alemanya\|{{#if:\|]] | Jan-Luca Rompf         |
| 14 | DAV  | [[Fitxer:Flag of Germany.svg\|23x15px\|border \|alt=Alemanya\|link=Selecció de futbol d'Alemanya\|{{#if:\|]] | Leandro Putaro         |
| 15 | DEF  | [[Fitxer:Flag of Germany.svg\|23x15px\|border \|alt=Alemanya\|link=Selecció de futbol d'Alemanya\|{{#if:\|]] | Mika Hanraths (capità) |
| 17 | MIG  | [[Fitxer:Flag of Germany.svg\|23x15px\|border \|alt=Alemanya\|link=Selecció de futbol d'Alemanya\|{{#if:\|]] | Julian Schwermann      |
| 17 | MIG  | [[Fitxer:Flag of Germany.svg\|23x15px\|border \|alt=Alemanya\|link=Selecció de futbol d'Alemanya\|{{#if:\|]] | Danilo Wiebe           |
| 18 | MIG  | [[Fitxer:Flag of Germany.svg\|23x15px\|border \|alt=Alemanya\|link=Selecció de futbol d'Alemanya\|{{#if:\|]] | Soufiane El-Faouzi     |
| 19 | DEF  | [[Fitxer:Flag of Germany.svg\|23x15px\|border \|alt=Alemanya\|link=Selecció de futbol d'Alemanya\|{{#if:\|]] | Florian Heister        |

| N. | Pos. | Nac. | Jugador                                             |
| -- | ---- | --- | --------------------------------------------------- |
| 21 | DAV  | [[Fitxer:Flag of Germany.svg\|23x15px\|border \|alt=Alemanya\|link=Selecció de futbol d'Alemanya\|{{#if:\|]]               | Anton Heinz                                         |
| 23 | POR  | [[Fitxer:Flag of Germany.svg\|23x15px\|border \|alt=Alemanya\|link=Selecció de futbol d'Alemanya\|{{#if:\|]]               | Elias Bördner                                       |
| 25 | DEF  | [[Fitxer:Flag of Germany.svg\|23x15px\|border \|alt=Alemanya\|link=Selecció de futbol d'Alemanya\|{{#if:\|]]               | Lamar Yarbrough                                     |
| 29 | DAV  | [[Fitxer:Flag of Burkina Faso.svg\|23x15px\|border \|alt=Burkina Faso\|link=Selecció de futbol de Burkina Faso\|{{#if:\|]] | Daouda Beleme (cedit pel Hamburger SV II)           |
| 30 | DEF  | [[Fitxer:Flag of Germany.svg\|23x15px\|border \|alt=Alemanya\|link=Selecció de futbol d'Alemanya\|{{#if:\|]]               | Nils Winter                                         |
| 31 | DEF  | [[Fitxer:Flag of Germany.svg\|23x15px\|border \|alt=Alemanya\|link=Selecció de futbol d'Alemanya\|{{#if:\|]]               | Lars Oeßwein                                        |
| 33 | POR  | [[Fitxer:Flag of Germany.svg\|23x15px\|border \|alt=Alemanya\|link=Selecció de futbol d'Alemanya\|{{#if:\|]]               | Leroy Zeller                                        |
| 34 | DEF  | [[Fitxer:Flag of Cameroon.svg\|23x15px\|border \|alt=Camerun\|link=Selecció de futbol del Camerun\|{{#if:\|]]              | Patrick Nkoa                                        |
| 35 | DAV  | [[Fitxer:Flag of Curaçao.svg\|23x15px\|border \|alt=Curaçao\|link=Selecció de futbol de Curaçao\|{{#if:\|]]                | Charlison Benschop                                  |
| 36 | MIG  | [[Fitxer:Flag of Kosovo.svg\|23x15px\|border \|alt=Kosovo\|link=Selecció de futbol de Kosovo\|{{#if:\|]]                   | Faton Ademi                                         |
| 37 | DAV  | [[Fitxer:Flag of Kosovo.svg\|23x15px\|border \|alt=Kosovo\|link=Selecció de futbol de Kosovo\|{{#if:\|]]                   | Leon Rashica                                        |
| 41 | POR  | [[Fitxer:Flag of Germany.svg\|23x15px\|border \|alt=Alemanya\|link=Selecció de futbol d'Alemanya\|{{#if:\|]]               | Jan Olschowsky (cedit pel Borussia Mönchengladbach) |
| 44 | DAV  | [[Fitxer:Flag of Germany.svg\|23x15px\|border \|alt=Alemanya\|link=Selecció de futbol d'Alemanya\|{{#if:\|]]               | Niklas Castelle (cedit pel SSV Ulm)                 |
| 46 | MIG  | [[Fitxer:Flag of Germany.svg\|23x15px\|border \|alt=Alemanya\|link=Selecció de futbol d'Alemanya\|{{#if:\|]]               | Gianluca Gaudino                                    |
| 49 | MIG  | [[Fitxer:Flag of Germany.svg\|23x15px\|border \|alt=Alemanya\|link=Selecció de futbol d'Alemanya\|{{#if:\|]]               | Mika Pobric                                         |

## Futbolistes històrics destacats
- Juvhel Tsoumou
- Torsten Frings
- Shervin Radjabali-Fardi